# Eta Persei
Eta Persei (Miram, 15 Persei) é uma estrela na direção da constelação de Perseus. Possui uma ascensão reta de 02h 50m 41.79s e uma declinação de +55° 53′ 43.9″. Sua magnitude aparente é igual a 3.77. Considerando sua distância de 1331 anos-luz em relação à Terra, sua magnitude absoluta é igual a −2.39. Pertence à classe espectral K3Ib comp SB.